# Bălani
Bălani – wieś w Rumunii, w okręgu Gorj, w gminie Stănești. W 2011 roku liczyła 98 mieszkańców.